# Václav Mašek
Václav Mašek (* 21. März 1941 in Prag) ist ein ehemaliger tschechoslowakischer Fußballspieler. Er wurde 1962 mit der tschechoslowakischen Nationalmannschaft Vizeweltmeister.

## Spielerkarriere
Mašek begann mit dem Fußballspielen beim Prager Verein ABC Braník, mit 16 Jahren wechselte er zu Sparta Prag. In der Spielzeit 1958/59 debütierte der linke Außenstürmer in der ersten Mannschaft und war fortan eine feste Größe im Spiel des tschechischen Spitzenklubs.
Mašek wurde 1960 mit nur 19 Jahren in die Tschechoslowakische Nationalmannschaft berufen, deren Kader er auch bei der Weltmeisterschaft 1962 in Chile angehörte. Dort gelang ihm im Gruppenspiel gegen Mexiko ein Tor nach 15 Sekunden, ein Rekord, der erst 40 Jahre später durch Hakan Şükür übertroffen wurde, der im Spiel um Platz drei nach nur 11 Sekunden traf. Insgesamt absolvierte Mašek bis 1965 16 Länderspiele für die Tschechoslowakei, in denen er fünf Treffer erzielte.
1965 und 1972 gewann er mit seiner Mannschaft die Tschechoslowakische Meisterschaft, 1964 und 1972 den nationalen Pokalwettbewerb. Im Europapokal der Pokalsieger 1972/73 gelang ihm mit Sparta der Einzug in das Halbfinale. Im gleichen Wettbewerb war er in der Saison 1964/65 mit sechs Treffern bester Torschütze.
In der Saison 1970/71 spielte er für Dukla Prag und kehrte anschließend zu Sparta Prag zurück. Mit 33 Jahren wechselte Mašek zu seinem Jugendverein ABC Braník, für den er noch bis 1978 spielte. Danach arbeitete Mašek dort auch als Trainer.
In 309 Erstligaspielen schoss Mašek 121 Tore. Alle Spiele berücksichtigt ist er der erfolgreichste Torschütze Sparta Prags aller Zeiten, in 677 Begegnungen traf er 406 Mal in das gegnerische Tor.
Von 1990 bis 1991 war er Präsident des AC Sparta Prag.